# Brevmärke

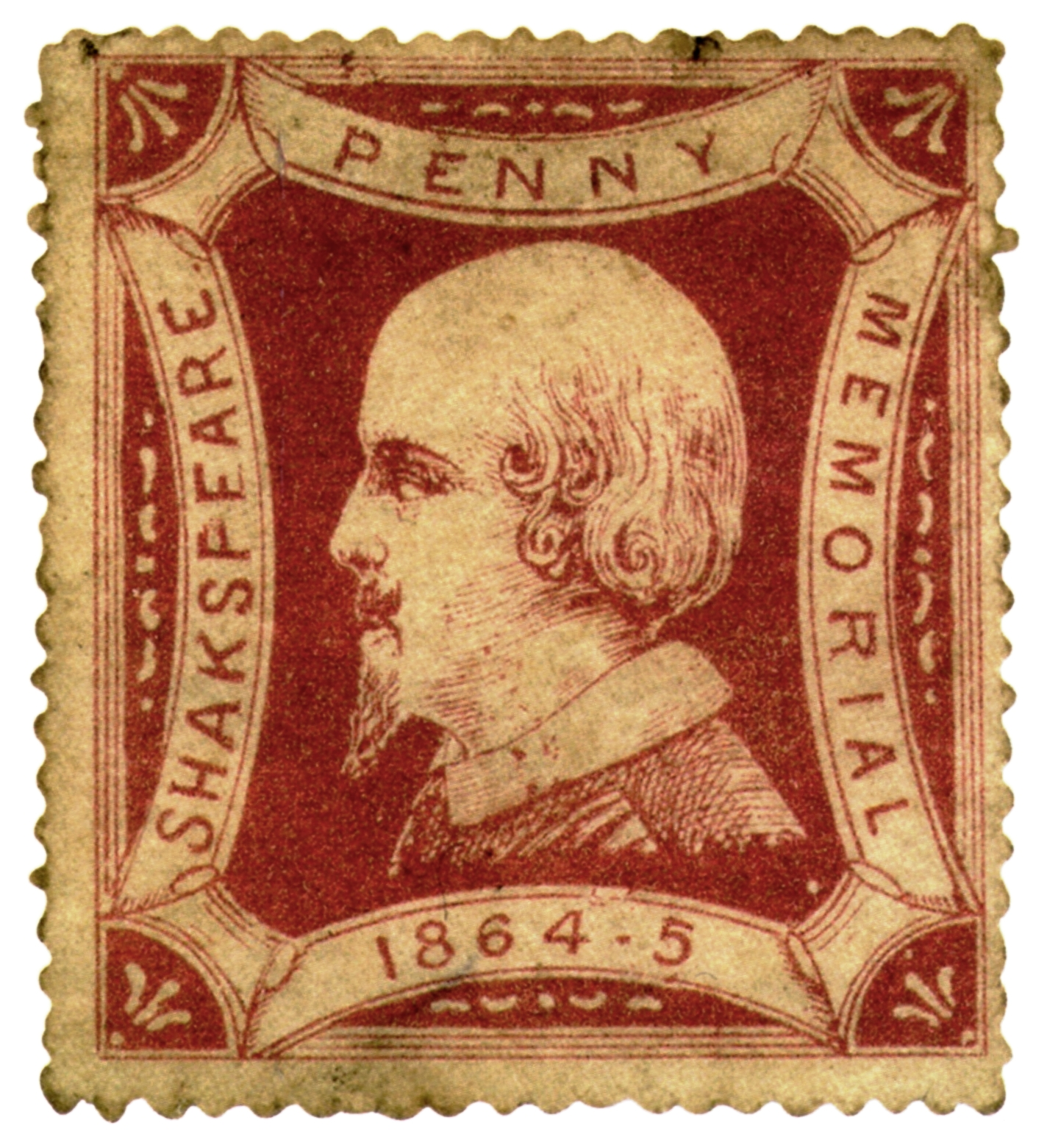
Ett brevmärke från 1864 till minne av William Shakespeare.

Brevmärke, i Finland även kallat brevslutarmärke och brevslutare, är ett frimärksliknande märke utan postal funktion, avsett att fästas på försändelser. Det kan placeras bredvid frimärket eller användas för att försluta ett brev. Tidigare kallades det julmärke, dock inte att förväxla med de postala julfrimärkena.
Brevmärken kan användas för att markera att man deltar i en insamling. Överskottet vid försäljningen går då ofta till välgörande ändamål. Vanligen kommer den typen av brevmärken ut regelbundet en eller flera gånger om året. Hjärt-Lungfondens märken är exempel på sådana brevmärken. Det första välgörenhetsmärket från Nationalföreningen mot tuberkulos (gavs senare ut av Hjärt-Lungfonden) utgavs 1904 efter en idé från Danmark samma år.
En annan typ av brevmärken är rena reklammärken. Exempelvis kan företag och föreningar ge ut brevmärken för att marknadsföra sig själva, en mässa eller en föreningsaktivitet. Dessa märken ges i regel inte ut årligen, utan bara inför aktiviteterna.
Brevmärken har förekommit sedan 1800-talet. Ett evenemangsbrevmärke från Jönköping 1878 finns bevarat.